# Exophiala salmonis
Exophiala salmonis är en svampart som beskrevs av J.W. Carmich. 1966. Exophiala salmonis ingår i släktet Exophiala och familjen Herpotrichiellaceae.   Inga underarter finns listade i Catalogue of Life.